# سيمون أندروز (متسابق دراجات نارية)
سيمون أندروز (بالإنجليزية: Simon Andrews)‏ كان متسابق دراجات نارية إنجليزي. نافس في بطولة العالم للسوبربايك وكأس جزيرة مان السياحية. توفي إثر حادث تعرض له أثناء السباق.

## روابط خارجية
- سيمون أندروز على موقع WorldSBK.com (الإنجليزية)